# Gabriel Pierre Martin Dumont
Gabriel Pierre Martin Dumont (* 1720; † 1791) war ein französischer Architekt und Radierer. 
Er war ein Schüler von Jean Aubert (1680–1741). Befreundet war er mit Jacques-Germain Soufflot, mit dem er die griechische Kolonie Paestum besuchte und alte Tempelanlagen studierte.
1742–1746 residierte er im Palais Mancini. 

## Veröffentlichungen
- Selections of Architectural Plans, Chiefly from Dumont’s 'Parallèle de Plans Des Plus Belles Salles de Spectacles D'Italie Et de France; 1766

| Personendaten    | Personendaten                        |
| ---------------- | ------------------------------------ |
| NAME             | Dumont, Gabriel Pierre Martin        |
| KURZBESCHREIBUNG | französischer Architekt und Radierer |
| GEBURTSDATUM     | 1720                                 |
| STERBEDATUM      | 1791                                 |